# Smash Records
La Smash Records è stata un'etichetta discografica statunitense.

## Storia
La Smash Records fu fondata nel 1961 da Shelby Singleton ed era una sussidiaria della Mercury Records. Dopo essere stata inizialmente gestita da Singleton e Charlie Fach, quest'ultimo divenne l'unico proprietario della Smash nel 1967, anno in cui Singleton lasciò la Mercury. Dopo aver cessato la sua attività nel 1970, la Smash riaprì nel 1991 e chiuse definitivamente i battenti nel 1996. La Smash scritturò artisti di generi molto diversi fra cui James Brown, Frankie Valli, Bruce Channel e Jerry Lee Lewis.